# Tillandsia rubra
Espèce
Classification phylogénétique
Tillandsia rubra Ruiz & Pav. est une espèce de plantes à fleurs de la famille des Bromeliaceae.
L'épithète rubra signifie « rouge » et se rapporte au coloris des bractées de l'inflorescence.

## Protologue et Type nomenclatural
Tillandsia rubra Ruiz & Pav., Fl. Peruv. 3: 40, tab. 266 (1802)
Diagnose originale :
« T. panicula simplici rubra, spicis indivisis, foliis ensiformibus subacuminatis. »
Type : Ruiz & Pav., Fl. Peruv. : tab. 266 (1802)

## Synonymie
(aucune)

### Synonymie nomenclaturale
- Vriesea rubra (Ruiz & Pav.) Beer
- Phytarrhiza rubra (Ruiz & Pav.) E.Morren ex Baker

### Synonymie taxonomique
(aucune)

## Écologie et habitat
- Typologie : plante herbacée en rosette monocarpique vivace par ses rejets latéraux ; rupicole[1].
- Habitat : ?
- Altitude : ?

## Distribution
- Amérique du sud :
  -  Argentine
    - Orán[2],[3]

  -  Pérou
    - Tarma[1],[3]
    - Régions andines[2]

## Taxons infraspécifiques

### Tillandsia rubravar.rubra
(autonyme)

### Tillandsia rubravar.costaricensis(Mez) Mez
Tillandsia rubra var. costaricensis (Mez) Mez, in Pflanzenr. (Engler) [Heft 100], 4, Fam. 32 : 458 (1935)
Synonymie :
- [ basionyme ] Tillandsia paniculata var. costaricensis Mez

### Tillandsia rubravar.fendleri(Griseb.) Mez
Tillandsia rubra var. fendleri (Griseb.) Mez, in Pflanzenr. (Engler) [Heft 100], 4, Fam. 32 : 458 (1935)
Synonymie :
- [ basionyme ] Tillandsia fendleri Griseb.

### Tillandsia rubravar.reductaL.B.Sm.
Tillandsia rubra var. reducta L.B.Sm., in Fieldiana, Bot. 28: 151 (1951)
Diagnose originale : (à compléter)
Type :
- leg. J.A. Steyermark, n° 60851, 1944-12-04 ; « Venezuela. Bolivar. Southeastern portion of base of Carrao-tepui, alt. 1460-1615 m » ; Typus (fragm.) GH (Gray Herbarium) (GH 29450)

Distribution :  Venezuela.
Synonymie :
- Tillandsia fendleri var. reducta (L.B.Sm.) L.B.Sm.
- Tillandsia deppeana var. reducta (L.B.Sm.) L.B.Sm.